# Collections "Domaine"
Die Collections „Domaine“ sind eine französische Buchreihe mit einem ethnologischen Schwerpunkt bzw. dem eines Reiseführers, die in den Editions Peuples du Monde in Paris erschien.

## Kurzeinführung
Die Reihe erschien in der 2. Hälfte der 1980er Jahre und den 1990er Jahren. Sie ist untergliedert in die Bereiche Tibet, Maghreb – Naher Osten, Lateinamerika, Südostasien, Europa (Domaine Tibétain, Domaine Maghreb · Proche Orient,
Domaine Latino-Américain,
Domaine Asie du Sud-Est, Domaine Européen).
Verschiedene Fachgelehrte haben an der Reihe mitgewirkt, sie enthält auch einige ältere Werke, teils in Übersetzungen, darunter einige Klassiker der Reiseliteratur wie z. B. die zu den Tibetreisen von Abbé Huc (1813–1860), Jacques Bacot (1877–1965) oder Gombojab Tsebekovitch Tsybikov (1873–1930).
Die folgende Übersicht erhebt keinen Anspruch auf Aktualität oder Vollständigkeit.

## Inhalt (Auswahl)

### Domaine Tibétain
- Regis-Evariste Huc: Souvenirs d'un Voyage dans la Tartarie et le Thibet – 2 Bände (Réimpression de l'édition de Pékin, 1924)
- Rinjing Dorje: La cuisine traditionnelle tibétaine. Le cru et le cuit au Royaume des Neiges. 1985
- George Kish: Tibet au coeur. La vie de Sven Hedin. 1988
- Jacques Bacot: Le Tibet révolté. Vers Népémakö, la terre promise des tibétains suivi des Impressions d'un tibétain en France, éd. Raymond Chabaud, 1988
- Giuseppe Tucci: Sadhus et Brigands du Kailash: Mon voyage au Tibet occidental
- David Jackson: La Peinture Tibétaine
- Marc Moniez, Christian Deweirdt, Monique Masse: Le Tibet
- Abdul Wahid Radhu: Caravane Tibétaine. 1991
- G. T. Tsybikov: Un pèlerin bouddhiste au Tibet, traduction du russe et édition critique de Bernard Kreise. 1992, Vorwort von Anne-Marie Blondeau
- Patrick Kaplanian, Gloria Radd, Jean-Baptiste Rabouan: Ladakh. De la Transe à l'Extase. 1996

### Domaine Maghreb · Proche Orient
- Jalel Bouagga: Le Yémen: Voyage En Arabie Heureuse. 1989
- Nayra Atiya: Khul-khaal. Cinq femmes égyptiennes. 1990
- Alain Chenevière: L'Oman et les Emirats du Golfe. 1991
- B. Destremau: Femmes de Yémen

### Domaine Latino-Américain
- Claude Collin-Delavaud: Pérou. Danger immédiat
- G. Raad: L’Argentine
- C. Terazas et Cie: La Bolivie
- Roberte Manceau: Atawallpa ou la dérision du destin. 1992
- Jac Forton: Le Chili. 1994

### Domaine Asie du Sud-Est
- Olivier Lelièvre: Balan: Tribulations à Bornéo. 1991
- Brisbois E., Roville G., Thi Cam Nhung Vo: Vietnam, Cambodge, Laos. 1993
- Roville; Thi-Cam-Nhung Vo: Vietnam. 1990
- E. Brisbois: Le Laos. 1993

### Domaine Européen
- Tom Steel: Saint Kilda, l'île hors du monde. 1988